# Giuseppe Bonito
Pour les articles homonymes, voir Bonito.
Giuseppe Bonito (né à Castellammare di Stabia le 11 janvier 1707, mort à Naples le 9 mai 1789) est un peintre italien du XVIIIe siècle de la période rococo

## Biographie
Giuseppe Bonito se forme vers 1730 dans l'atelier de Francesco Solimena dont il retient les tendances classicisantes, comme on le voit dans ses premières œuvres à San Domenico de Barletta (Prédication de saint Vincent Ferrier - 1737), et à Santa Maria delle Grazie, à Naples, en 1738. Il y a comme compagnons d'atelier Corrado Giaquinto et De Mura.
À partir de 1730 il reçoit d'importantes commandes de sujets religieux et traita des thèmes populaires, avec des détails de scènes urbaines sur le folklore et la Commedia dell'Arte.
Entre 1736 et 1742, il travaille pour la famille des Bourbons au palais royal de Portici et devient une personnalité en vue des milieux artistiques napolitains. Il devient peintre de la cour du roi de Naples à partir de 1751, ainsi que directeur de l'Académie de dessin à partir de 1755, et conseiller de la Manufacture royale de tapisseries à partir de 1757.

## Œuvre
Beaucoup de peintures de Gaspare Traversi lui avaient été attribuées, car ils avaient été tous les deux formés dans l'atelier de Francesco Solimena.
- Portrait de jeune fille, 1745, Huile sur toile - Musée des Beaux-Arts de Narbonne [4]
- Charles de Bourbon, roi des Deux Siciles (vers 1745), huile sur toile, 128 × 103 cm, musée du Prado, Madrid[5]
- Portraits des neuf enfants de Charles III (entre 1748 et 1750), musée du Prado, Madrid
- Portrait de Marie-Amélie de Saxe, épouse de Charles VII (vers 1751)
- Portrait de femme (1755-1765), huile sur toile, 82 × 64 cm, Palais Mozzi Bardini, Florence[3]
- Retable de l'Immaculée Conception (1789), chapelle du Palais royal de Caserte

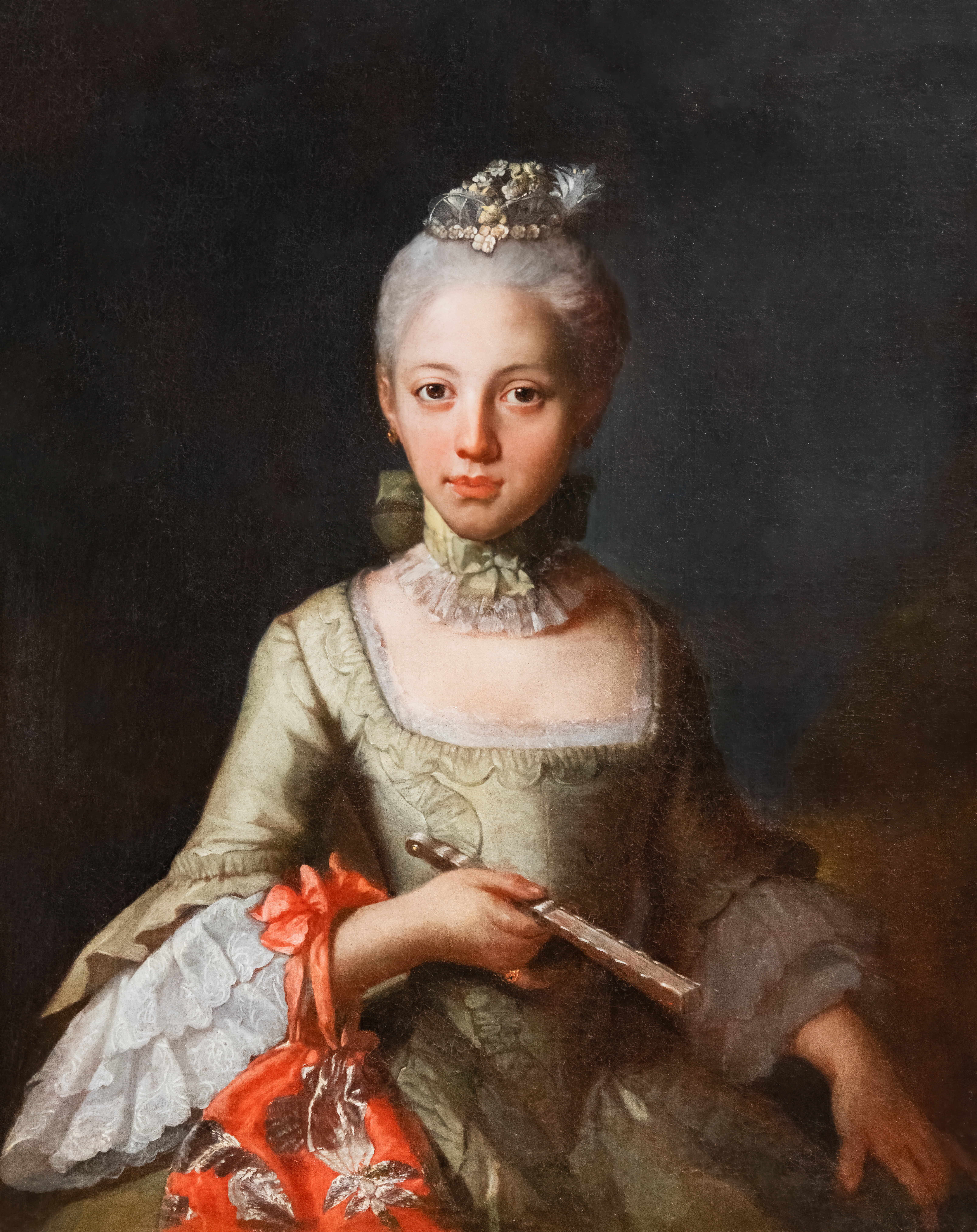
Portrait de jeune fille Musée des Beaux-Arts de Narbonne
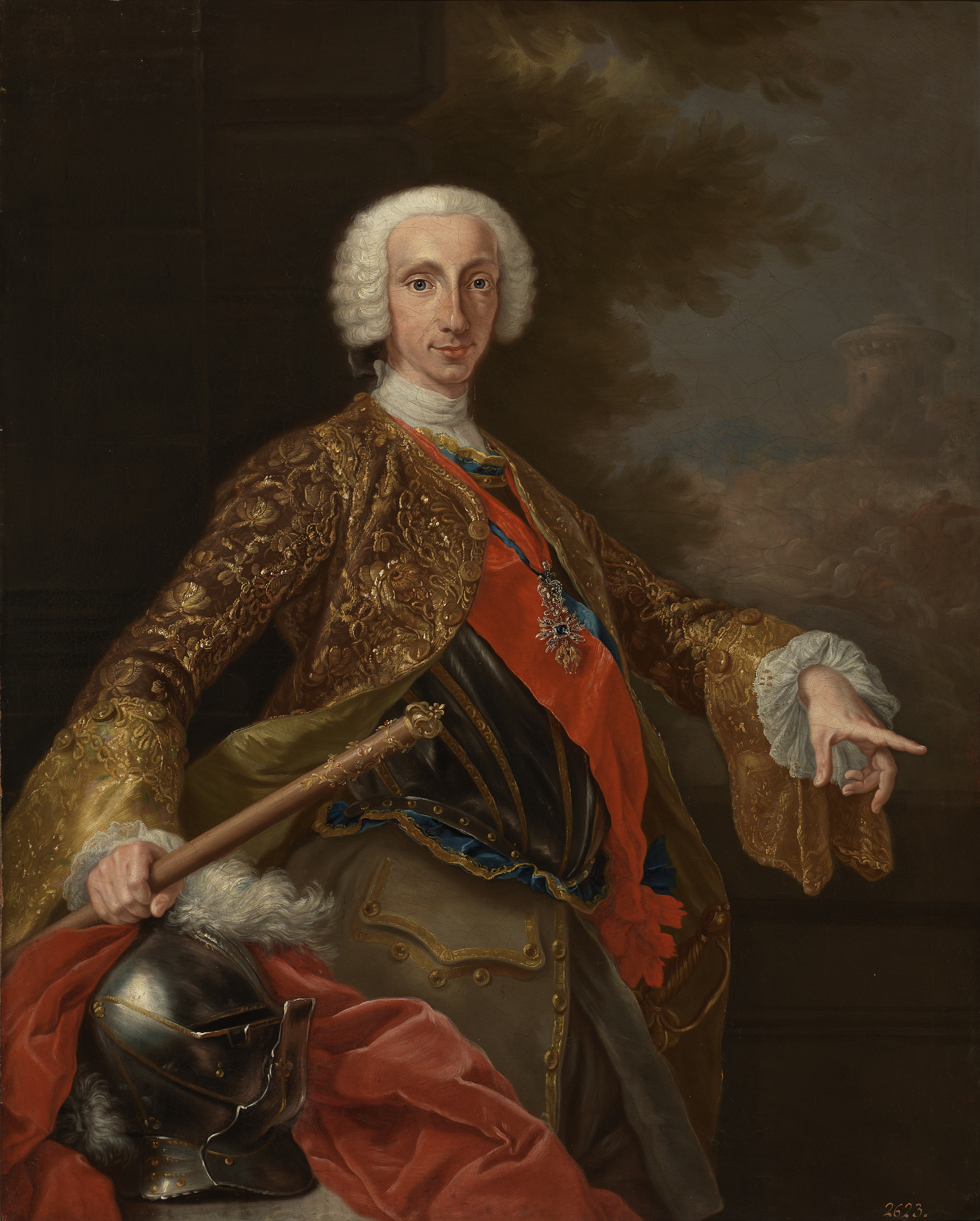
Portrait de Charles III de Naples